# Hermit: Monster killer
Hermit: Monster killer är en svensk skräckkomedifilm som hade premiär i Sverige den 15 mars 2017. Filmen är regisserad av Ola Paulakoski och manus har skrivits av Fred Andersson. Filmen är producerad av Henrik Sjöman Jonas Wolcher och Gustaf Karlsson

## Handling
Filmen utspelar sig i och omkring den fiktiva värmländska byn Bortombyn där inte mycket av intresse verkar ske. En äldre man som lever ett eremitliv i den värmländska skogen utanför byn stöter plötsligt på något som verkar se ut som en gorilla. När en efter en ut det lokala rugbylaget spårlöst försvinner samlar sig männen i byn för att spåra upp och ta död på monstret.

## Rollista (i urval)
| - Börje Lundberg – Den gamle - Johannes Söderqvist – Stumpen - Markus Svahn – Pojken - Fredrik Weileby – Olle - Tommy Baso Nordin – Palle Toresson | - Anders Hasselroth – Gunnar - Henrik Sjöman – Teddy Berg - Anette Halvorsen – Ulla - Simo Paulakoski – Bolek - Christian de Flon – Lolek |